# Jeanne Dekker
Jeanne Daniël-Dekker is een personage uit de Nederlandse soapserie Goede tijden, slechte tijden. De rol werd in seizoen één en twee vertolkt door actrice Inger van Heijst. In 1996 maakte Inger opnieuw haar opwachting in een soap. Ditmaal vertolkte ze de rol van Fie Hardebol in Goudkust.

## Het leven van Jeanne
Jeanne maakt haar intrede in Meerdijk als ze aanbelt bij het huis van dokter Dekker. De deur wordt opengedaan door Annette en ze stelt zich voor als Jeanne Dekker. Als Simon en Linda horen over de komst van hun tante, vinden ze dit erg vreemd. Een aantal jaren geleden zijn ze samen op zoek geweest naar familieleden, en toen bleek dat Jeanne was overleden. Simon is benieuwd hoe Jeanne hierop zal reageren, en confronteert haar hiermee. Ze begrijpt hoe Simon erover denkt, maar ze heeft hier een goede reden voor. Jeanne heeft jarenlang last gehad van haar psychisch-gestoorde ex-man Anton die haar met de dood bedreigde. Ze heeft zich in Engeland ingeschreven als overleden. Simon gelooft het verhaal van Jeanne en verwelkomt haar in de familie.
Jeanne is pas net in Meerdijk, als ze te maken krijgt met haar gestoorde ex-man Anton Bering. Hij schrijft haar kaarten vanuit Engeland en Nederland. Jeanne is doodsbang en neemt Helen in vertrouwen. Helen belooft haar niks te zullen vertellen aan Simon. Als Jeanne boodschappen gaat doen, heeft ze het idee dat ze wordt achtervolgd. Jeanne wordt helemaal gek van zichzelf, en besluit ook Daniel en haar familie in vertrouwen te nemen. Daniël twijfelt geen moment, en laat haar meteen onderduiken in een luxe villa van een zakenpartner. Jeanne denkt dat ze hier veilig is, maar is dat wel zo? Simon krijgt bezoek van Anton Bering, die zich voordoet als een rechercheur die zich bezighoudt met de zaak. Hij wil graag weten waar Jeanne op dit moment is. Daniël gaat samen met Anton naar de villa van Jeanne. Jeanne is opgelucht als ze hoort dat ze beveiliging heeft gekregen. Maar dan doet ze een gruwelijke ontdekking; de rechercheur blijkt Anton te zijn. Anton houdt Daniël en Jeanne onder schot. Als hij in slaap valt, proberen ze te ontsnappen. Dit mislukt. Daniël wordt in zijn schouder geraakt door een kogel. Anton neemt Jeanne mee naar het bos. Simon komt er net op tijd achter dat de rechercheur Anton is. Hij weet Jeanne op het nippertje te redden van de dood.
Jeanne besluit door te gaan met haar leven, en wil zich gaan richten op het tekenen. Via Helen komt ze in contact met uitgever Menno Develing. Ze is meteen onder de indruk van hem. Hij nodigt haar steeds vaker uit voor een zakendiner, en Daniël begint jaloers te worden. Jeanne heeft schoon genoeg van het kinderachtige gedrag van Daniël, en besluit een punt te zetten achter hun relatie. Ze begint een relatie met Menno, en de twee hebben zelfs trouwplannen. Menno wil dat de bruiloft de mooiste dag van haar leven wordt. Hij verpest dit echter als Jeanne kennismaakt met Menno's zus Isabel. Isabel regelt de bruiloft in haar eentje, en Jeanne is het niet eens op welke manier dit gebeurt. Als de grote dag is aangebroken, ziet Simon dat Jeanne niet gelukkig is. Simon weet dat Jeanne nog steeds gevoelens heeft voor Daniël. Ze wil haar gevoelens niet langer ontkennen, en gaat naar Daniël. Een teleurgestelde Menno verlaat Meerdijk.
Na dit drama krijgt Jeanne meteen weer een harde klap te verwerken. Haar neefje Simon verdwijnt spoorloos tijdens een zeilweekendje met Jef, John en Arnie op de Hummelveldse Plassen. Alle sporen lopen dood en Jeanne legt zich er bij neer dat Simon waarschijnlijk is overleden. Jeanne laat de praktijk van Simon leeghalen. Ze begint steeds vreemder te doen, maar iedereen denkt dat dit door de dood van Simon komt. Met hulp van Angela Nieuwkoop komt Simon uiteindelijk weer terug bij zijn familie. Daniël hoopt dat Jeanne weer opknapt, maar de situatie loopt anders dan verwacht. Jeanne kondigt aan te vertrekken naar Londen, waar ze zogezegd gaat werken voor Menno Develing. In werkelijkheid blijkt Jeanne ongeneeslijk ziek is en nog enkele weken te leven heeft. Dat vertelt ze echter niet aan Daniël, die kapot is van verdriet en woedend op Jeanne. Ook psychiater Angela is absoluut niet blij met het vertrek van Jeanne, omdat zij het enige familielid van Simon is. Jeanne blijft bij haar besluit en vertrekt naar het vliegveld. In huize Dekker hebben Daniël en Annette ruzie met elkaar. Annette onthult dat Jeanne ongeneeslijk ziek is. Daniël is geschrokken en rijdt meteen naar het vliegveld. Hier treft hij een verdrietige Jeanne aan.
Jeanne wil absoluut niet meer terug naar Meerdijk, en daarom huren ze samen een ander huis waar Jeanne rustig zal kunnen sterven. De twee krijgen daar onverwachts bezoek van een meisje, Nettie Boelens. Jeanne wil haar graag helpen, omdat ze op straat leeft. Tijdens het schilderen laat Jeanne haar kwasten uit de handen vallen. Daniël besluit haar naar het ziekenhuis te brengen. Jeanne is er erg slecht aan toe, en Daniël belooft met haar te zullen trouwen. In het bijzijn van Nettie en de verpleging geven Jeanne en Daniël elkaar het jawoord. Niet veel later overlijdt Jeanne in de armen van haar grote liefde Daniël. In 1994 Keerde eenmalig Terug in een Flashback van Daniël Daniël in Aflevering 649

## Familiebetrekkingen
- Linda Dekker (nichtje)
- Simon Dekker (neefje; overleden)
- Sam Dekker (achternichtje)
- Rover Dekker (achterneefje)
- Nettie Boelens (geadopteerde dochter, met Daniël)